# Zügelnachtschwalbe
Die Zügelnachtschwalbe (Caprimulgus fraenatus) ist eine Vogelart aus der Familie der Nachtschwalben (Caprimulgidae).
Sie wurde früher als konspezifisch mit der Rostwangen-Nachtschwalbe angesehen. Beide Arten sind mit dem Ziegenmelker (Caprimulgus europaeus) eng verwandt.
Sie kommt in Ostafrika vor (Kenia, Tansania, äußerster Osten Ugandas) und verstreut in Äthiopien, Eritrea sowie im äußersten Nordwesten Somalias.
Ihr Verbreitungsgebiet umfasst typischerweise offene, steinige, mit Büschen oder Gras bewachsene Lebensräume in mittleren Höhenlagen, aber auch bis 3200 m.

## Beschreibung
Die Zügelnachtschwalbe ist etwa 25 cm groß, das Männchen wiegt zwischen 55 und 71 g, das Weibchen zwischen 46 und 68 g. Sie ähnelt der Pfeifnachtschwalbe, ist aber dunkler gefärbt. Die Oberseite ist dunkelbraun, grau-weiß gefleckt und schwarzbraun gestreift. Merkmale sind große dunkelbraune Ohrdecken; das rotbraune Nackenband ist kaum abgrenzbar. An der Kehle sind seitlich kleine weiße Flecken. Der Scheitel ist grau. Beim Männchen finden sich größere cremefarbene Flecken auf den vier Handschwingen und relativ große weiße Ecken auf den äußeren Steuerfedern.

## Stimme
Der Ruf des Männchens wird als tiefes gleichmäßiges, hohl klingendes Schnurren, unterbrochen von kik-wow, a-whoop oder kwi-kup kwi-kup, beschrieben.

## Lebensweise
Die Nahrung besteht aus Nachtfaltern, Heuschrecken und Käfern, die im Fluge erbeutet werden.
Die Brutzeit liegt in Somalia zwischen Mai bis Juli, in Kenia zwischen Februar und Mai und November und in Äthiopien zwischen Januar und März und September bis November.

## Gefährdungssituation
Die Zügelnachtschwalbe gilt als „nicht gefährdet“ (least concern).